# 納爾遜·曼德拉國際機場
納爾遜·曼德拉國際機場（葡萄牙語：Aeroporto Internacional Nelson Mandela），2012年以前稱為培亞國際機場（葡萄牙語：Aeroporto Internacional da Praia），位於維德角首都及該國聖地牙哥島最大城市培亞東北3公里，是一座4D級的民航機場。它於2005年10月啟用，取代原有的弗朗西斯科·門德斯國際機場。
即使是名義上的首都機場，但是基於客運量，維德角最主要的機場是位於薩爾島的阿米爾卡·加布拉爾國際機場，原因是薩爾島和博阿維斯塔島的旅遊業者將國際包機航線集中於該機場。

## 歷史
2005年10月23日，首航的飛機降落至培亞國際機場，培亞國際機場宣告啟用。即使是服務維德角首都及最大城市培亞，但該國最大的機場是位於薩爾島上的阿米爾卡·加布拉爾國際機場。
2012年1月，維德角政府決定將培亞國際機場更名為「納爾遜·曼德拉國際機場」。它是以南非前總統、非洲自由領袖納爾遜·曼德拉的名字命名的。該國政府的聲明表示，這項決定是為了紀念曼德拉在1990年2月11日出獄滿22週年。

## 機場設施
截至2013年4月，納爾遜·曼德拉國際機場有以下設施：

### 航廈
一座6,960平方公尺的航廈，包含：
- 在出境部分有6處登機櫃檯，含行李輸送帶、有X光機的電子秤、一個行李安檢機、2個隨身行李安檢機
- 在入境部分有一處行李認領區，含2個行李轉盤
- 2個侯機區（國內及國際），含登機前候機區。這2個侯機區面積為324平方公尺

### 其他
- 36225平方公尺停機坪一處，可容納5架中程飛機，包括2架大型客機
- 2105公尺長，45公尺寬的跑道一條
- 貨運站一個
- 技術大樓一棟和940平方公尺的控制塔一座
- 保全及消防局（SSLI）一棟
- 機庫一個
- 貴賓休息室

## 航點
| 航空公司               | 目的地 |
| ---------------------- | --- |
| 維德角航空（VR）       | 國內：薩爾雷、馬約城、埃斯帕戈斯、明德盧 國際：比绍、達卡、福塔雷薩（2016年10月5日開航）、勒西菲、普洛威頓斯、巴黎-戴高樂、鹿特丹、里斯本、波士頓 |
| 維德角快遞             | 國內：埃斯帕戈斯、明德盧 |
| TAAG安哥拉航空（DT）   | 羅安達、聖多美 |
| 摩洛哥皇家航空（AT）   | 班竹、卡薩布蘭卡 |
| 塞內加爾航空公司（DN） | 达喀尔 |
| LATAM（LA）            | 聖保羅（尚未開航） |
| Binter Canarias（NT）  | 拉斯帕爾馬斯 |
| TAP葡萄牙航空（TP）    | 里斯本 |

## 未來展望
2013年，機場計畫擴建航廈至10,700平方公尺，包括航站大廳、報到處、行李提取處等，擴展停機坪，改建貨運站，以應付未來及高峰時刻的客運量。

## 外部連結
- 納爾遜·曼德拉國際機場官方網站 （页面存档备份，存于）（葡萄牙文）
- 機場和航空安全機構（ASA）官方網站（葡萄牙文）
- 納爾遜·曼德拉國際機場在World Aero Data上的資訊（英文）
- 納爾遜·曼德拉國際機場在OpenStreetMap上 （页面存档备份，存于）
- 納爾遜·曼德拉國際機場在Directory of Cities and Towns in World上 （页面存档备份，存于）
- 納爾遜·曼德拉國際機場在OurAirports上